# Globales Navigationssatellitensystem

Frequenzen der verschiedenen GNSS (1176–1602 MHz)

Ein globales Navigationssatellitensystem (englisch global navigation satellite system) oder GNSS ist ein System zur Positionsbestimmung und Navigation auf der Erde und in der Luft durch den Empfang der Signale von Navigationssatelliten und Pseudoliten.
GNSS ist ein Sammelbegriff für Satellitensysteme wie
- NAVSTAR GPS (Global Positioning System) der Vereinigten Staaten von Amerika
- GLONASS (Globales Satellitennavigationssystem) der Russischen Föderation
- Galileo der Europäischen Union
- Beidou der Volksrepublik China

und verschiedener Ergänzungssysteme Europas, der USA, Japans und Indiens. NAVSTAR GPS ist seit 1995 voll funktionsfähig, GLONASS seit 1996, verlor dann aber altersbedingt in den darauffolgenden Jahren fast die Hälfte der Satelliten. Seit 2011 ist GLONASS wieder voll betriebsfähig. Der Vollausbau von Beidou wurde 2020 erreicht.

## Arbeitsweise

Schnittpunkt dreier Kugelflächen

Die Satelliten der GNSS-Satellitenkonstellation teilen über Funkcodes ihre genaue Position und Uhrzeit mit. Zur Positionsbestimmung muss ein Empfänger die Signale von mindestens vier Satelliten gleichzeitig empfangen. Im Empfangsgerät werden die Pseudo-Signallaufzeiten gemessen (von den Satelliten zur Empfangsantenne inklusive Uhrenfehler des Empfängers) und daraus die aktuelle Position (inklusive der Höhe) und der Uhrenfehler ermittelt.
In einem Orbit von ca. 25.000 km wird eine Konstellation von 24 bis 30 Satelliten verwendet. Damit soll sichergestellt werden, dass die Empfangsgeräte – auch bei nicht vollkommen freier Sicht zum Horizont – möglichst immer Signale von mindestens vier Satelliten gleichzeitig empfangen können (bei GPS sind es 6 bis 12 Satelliten).
Durch stationäre Empfangsstationen kann die Positionsgenauigkeit verbessert werden. Sie übermitteln Korrektursignale (DGPS) an die Nutzer. Von den Landesvermessungsämtern wird das deutsche SAPOS-System betrieben. SAPOS stellt drei verschiedene Signaldienste zur Verfügung, die eine Genauigkeit von bis zu unter 1 cm erreichen.
Satellitengestützte Zusatzsysteme, englisch Satellite-Based Augmentation Systems (SBAS), sind das europäische EGNOS, das US-amerikanische WAAS, das japanische MSAS und das indische GAGAN, die die Korrektursignale über geostationäre Satelliten abstrahlen. Das chinesische System Beidou befindet sich noch im Aufbau, das indische System IRNSS noch in Planung.
Einzelheiten der beim GPS verwendeten Technik finden sich auch in den Artikeln GPS-Technik und Hyperbelnavigation; die anderen oben genannten Systeme unterscheiden sich in unterschiedlichem Ausmaß davon.

### Messpraxis
Der Satellitenstandort ändert sich ständig (bei GPS um knapp 3,9 km/s) und mit ihm die Entfernung des Satelliten zu einem bestimmten Punkt der Erde. Jedoch kann der Nutzer aus den in den Satellitensignalen enthaltenen Bahndaten (Ephemeriden) die Satellitenstandorte für jeden Zeitpunkt berechnen. Diese Bahndaten (bei GPS und Galileo handelt es sich um keplersche Bahnelemente, bei GLONASS um Koordinaten-Geschwindigkeits- und Beschleunigungsvektoren) werden von den Bodenstationen regelmäßig abgeglichen (bei GPS etwa alle zwei Stunden).
Die Entfernung vom Satelliten zum Beobachter ergibt sich aus der Signallaufzeit. Jeder Satellit strahlt fortwährend seinen individuellen Code, die aktuelle Zeit und seine individuellen Bahndaten aus. Diese Sequenz wiederholt sich bei GPS und GLONASS jede Millisekunde. Der Empfänger handelt mittels einer Phasenregelschleife durch Laufzeit- und Dopplereffekte entstehende Zeit- und Frequenzverschiebungen ab.
Die so gemessene Zeitverschiebung entspräche bei genau synchronisierten Uhren im Satelliten und Empfänger der Laufzeit der Satellitensignale. Die Multiplikation dieser Laufzeit mit der Signalgeschwindigkeit (annähernd Lichtgeschwindigkeit) ergibt die Strecke vom Satelliten zum Empfänger.
Für eine Streckengenauigkeit von drei Metern müssen die Laufzeiten mit einer Genauigkeit von zehn Nanosekunden bestimmt werden. Anstatt den Empfänger aber mit einer entsprechend hochgenauen Atomuhr auszustatten, wird der Fehler der Empfängeruhr ermittelt und bei der Positionsberechnung berücksichtigt. Zur Bestimmung der vier Unbekannten (drei Raumkoordinaten und Empfängeruhrenfehler) benötigt man vier Satelliten. Dies führt zu vier Gleichungen mit vier Unbekannten.
Die ermittelten Koordinaten beziehen sich auf das Koordinatensystem des jeweiligen Navigationssystems; bei GPS beispielsweise auf WGS84. Auch die ermittelte Zeit ist durch das Navigationssystem definiert; so weicht z. B. die GPS-Zeit um einige Sekunden von der Universalzeit UTC ab, da Schaltsekunden bei der GPS-Systemzeit nicht berücksichtigt werden. Diese werden seit 1980 etwa alle zwei Jahre hinzugefügt, so dass die Abweichung zurzeit (Stand: Januar 2017) 18 Sekunden beträgt.
Aus den Raumkoordinaten können die geographische Länge, geographische Breite und die Höhe über dem definierten Referenzellipsoid berechnet werden. Zu beachten ist jedoch, dass die verwendeten Koordinatensysteme von anderen gängigen Koordinatensystemen abweichen können, so dass die ermittelte Position von der Position in vielen, insbesondere älteren Landkarten bis zu einigen hundert Metern abweichen kann. Auch die per GNSS ermittelte Höhe und die Höhe „über dem Meeresspiegel“ können vom tatsächlichen Wert (Geoid) um etliche Meter abweichen.

### Messabweichungen

Schleifender Schnitt

Laufzeitfehler durch Refraktion

Laufzeitfehler durch Winkel

Wie bei der Triangulation sollte das Volumen des Tetraeders, das die Satelliten mit dem Beobachter an der Spitze aufspannen, möglichst groß sein; ansonsten verringert sich die erreichbare Positionsgenauigkeit (Dilution of Precision, DOP). Befinden sich die Satelliten mit dem Empfänger in einer Ebene, das heißt vom Beobachter gesehen scheinbar auf einer Linie, ist keine Ortsbestimmung möglich. Eine solche Konstellation tritt jedoch praktisch nie auf.
Die Atmosphäre verändert die Signallaufzeit. Anders als bei der Troposphäre ist der Einfluss der Ionosphäre frequenzabhängig. Er lässt sich teilweise korrigieren, wenn der Empfänger Signale auswertet, die der Satellit auf unterschiedlichen Frequenzen sendet (Zweifrequenz-Empfänger). Spätestens seit der Einführung des Smartphones Xiaomi Mi 8 im Jahr 2018 stehen auch dem Laien Zweifrequenz-GNSS-Empfänger zur Verfügung.
Die Schwankungsbreite der Anzahl der freien Elektronen in der Ionosphäre verursacht einen Ortsfehler von bis zu 30 m. Um ihn auf unter 10 m zu reduzieren, übermitteln GPS-Satelliten sechs Parameter, die den aktuellen Ionosphärenzustand beschreiben. Kurzfristige Szintillationen lassen sich damit jedoch nicht korrigieren.
Positionsgenauigkeit bei unkorrigierten Messwerten (User Range Error, URE):
| Quelle             | Zeitfehler | Ortsfehler |
| ------------------ | ---------- | ---------- |
| Satellitenposition | 6–60 ns    | 1–10 m     |
| Zeitdrift          | 0–9 ns     | 0–1,5 m    |
| Ionosphäre         | 0–180 ns   | 0–30 m     |
| Troposphäre        | 0–60 ns    | 0–10 m     |
| Mehrwege-Effekt    | 0–6 ns     | 0–1 m      |

Die satellitenbedingten Fehler, also Satellitenposition und Zeitmessung, werden im Englischen als Signal in Space – User Range Error (SIS-URE) bezeichnet, die Fehler bei der Wegausbreitung User Equivalent Range Error (UERE).
Die Genauigkeit nimmt zu, wenn mehr als vier Satelliten empfangen werden können. Diese Messung wird dann „überbestimmte Ortung“ genannt. Die Fehler lassen sich nachträglich durch Vergleich mit Referenzmessungen bis auf wenige Zentimeter verringern. Diese Art der Korrektur wird als Differential Global Navigation Satellite System (DGNSS) bezeichnet. Sie findet beim Differential-GPS (DGPS) in Echtzeit statt, falls die Referenzdaten online zur Verfügung stehen.
Wertet man außerdem noch die Phasen der Satellitensignale aus, lassen sich auch dynamisch relative Genauigkeiten von wenigen Zentimetern erreichen.

## Geschichte und Systeme

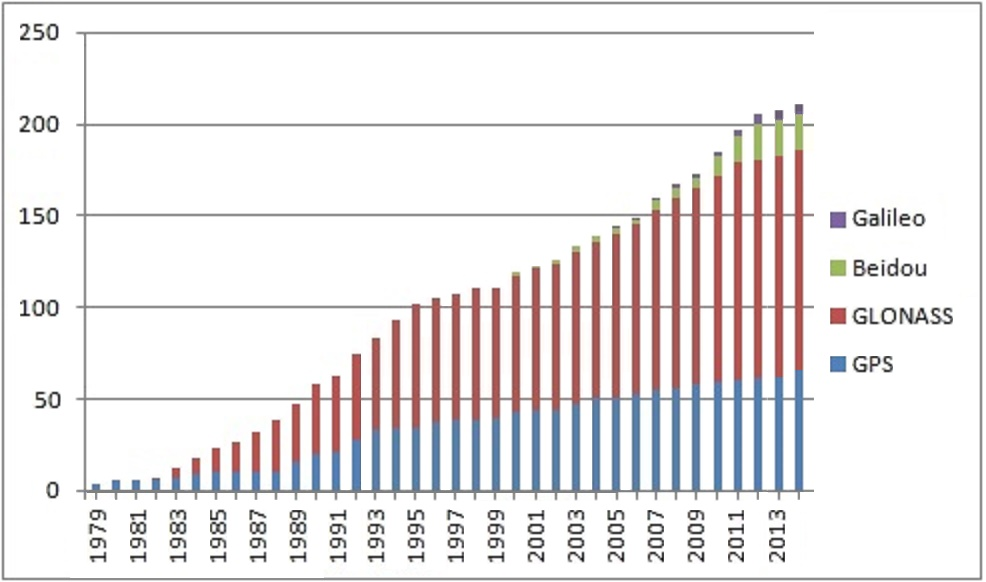
Anzahl gestarteter GNSS-Satelliten von 1978 bis 2014

Als allererstes System kann man das US-amerikanische Transit- oder NavSat-System bezeichnen. Es war von 1967 bis 1996 in Betrieb. Erste Konzepte für eine satellitengestützte Navigation entstanden aber schon, als der sowjetische Satellit Sputnik 1 1957 die Erde umkreiste: Aus der bekannten Position des Empfängers auf der Erde berechnete man über den Dopplereffekt des Radiosignals die Umlaufbahn des Satelliten. Die Umkehrung des Ansatzes (Satellit misst den Doppler-Effekt eines bodengestützten Senders) erlaubte ab 1988 mittels COSPAS-SARSAT die erste satellitengestützte Positionsbestimmung von Schiffbrüchigen und den Überlebenden von Flugunglücken. Heutige Notfunkbaken empfangen zusätzlich dazu GPS-Signale und senden die berechnete Position an das COSPAS-SARSAT-System.
Die militärischen Systeme NAVSTAR-GPS (kurz GPS) der USA und das russische GLONASS nennt man Systeme der ersten Generation. Nach der Aufrüstung mit neuen Satelliten steht das GPS der zweiten Generation zur Verfügung. Es wird mit Galileo vergleichbar sein, das ebenfalls zur zweiten Generation zählen wird. Im ESA-Sprachgebrauch steht GNSS-1 für die ursprünglichen Systeme GPS und GLONASS, GNSS-2 für Galileo und Systeme der zweiten Generation. Mit dem Begriff GPS III wird die komplette Überarbeitung aller Systembestandteile bezeichnet. Diese Neukonzeption wird bis zum endgültigen Aufbau der zweiten Generation dauern und Qualitätsverbesserungen in vielen Bereichen zur Folge haben.
Das japanische Quasi-Zenit-Satelliten-System (QZSS) soll die Ortung in Japans Häuserschluchten verbessern. Vom chinesischen System Beidou sind bereits zwanzig Satelliten im Umlauf. In Indien unterstützt zumindest ein Satellit (GSAT-8) von ISRO seit Mitte 2011 GAGAN (GPS Aided Geo Augmented Navigation).

## Weitere Anwendungen
GNSS-Satelliten senden nicht nur ein Radiosignal, sondern auch die Daten, welche für die Berechnung der exakten Position des Satelliten notwendig sind. Aus der Lokalisierung der Signalquelle und einem Vergleich mit der bekannten Position ergeben sich Hinweise auf die Beschaffenheit des Ausbreitungsmediums.
Mittels Radio-Okkultation lassen sich mit GNSS-Signalen Beobachtungen der Erdatmosphäre durchführen und mit GNSS-R Beobachtungen zur Reflektivität von Wasseroberflächen.
Da zwei GALILEO-Satelliten unglücklicherweise in eine elliptische Umlaufbahn gebracht wurden – nicht in die korrekte kreisförmige – verfügt man über zwei Atomuhren, welche regelmäßig im Gravitationsfeld der Erde auf- und absteigen. Dies erlaubte Physikern eine experimentelle Überprüfung der Allgemeinen Relativitätstheorie.